# Gasmata
Gasmata – wieś w Papui-Nowej Gwinei, na południowym wybrzeżu wyspy Nowa Brytania, w prowincji Nowa Brytania Zachodnia.
8 lutego 1942 roku, podczas II wojny światowej wieś została zajęta przez wojska japońskie i przekształcona w bazę wojskową. Żołnierze australijscy wyzwolili Gasmatę 28 marca 1944 roku.
W Gasmacie znajduje się lotnisko.